# Orgilus parallelus
Orgilus parallelus är en stekelart som beskrevs av Muesebeck 1970. Orgilus parallelus ingår i släktet Orgilus och familjen bracksteklar. Inga underarter finns listade i Catalogue of Life.